# ザ・マペッツ2/ワールド・ツアー
『ザ・マペッツ2/ワールド・ツアー』（原題：Muppets Most Wanted）は、2014年のアメリカ合衆国のコメディ映画。映画『マペット』シリーズの8作目である。

## ストーリー
前作『ザ・マペッツ』の終了直後、続編の映画を作ろうと決めたマペッツはドミニク・バジーの提案によりヨーロッパでツアーを行う事になる。そしてマペッツがツアーを始めた頃、シベリアの刑務所から見た目がカーミットにそっくりな極悪人、コンスタンティンが逃亡する。実はコンスタンティンと裏で組んでいたドミニクは、イギリス王室の宝を盗む計画にマペッツを利用しようとしていたのだった。
彼らの計画通り、ベルリンでマペッツのショーを開催している最中に宝の手がかりとなる品が盗み出され、インターポールとCIAが共同して調査に乗り出す。そんな中、コンスタンティンはカーミットに接触し、彼を自身の身代わりに用いてカーミットを刑務所に送ることに成功する。

## キャスト

### 主要キャスト
- ドミニク・バッドジー：リッキー・ジャーヴェイス

世界で2番目の悪党。マペッツのショーを利用して盗みを働こうとする。
- ジーン：タイ・バーレル

コンスタンティンを追うインターポールの警官。CIAのサムと協力する事に最初は乗り気で無かったが徐々に心を開く。
- ナディア：ティナ・フェイ

シベリアの刑務所の刑務官。コンスタンティンと間違えて捕らえられたカーミットの素性を知っており、カーミットの熱烈なファン。

### カメオ出演キャスト
- 本人役：トニー・ベネット
- アイルランドの新聞記者：ヒュー・ボネヴィル、トム・ホランダー
- プリズンキング：ジェマイン・クレメント
- 本人役：ショーン・コムズ
- 助監督：ロブ・コードリー
- 警備員：マッケンジー・クルック、トビー・ジョーンズ
- ミス・ピギーのフェアリーゴッドマザー：セリーヌ・ディオン
- 本人役：レディー・ガガ
- ホーボー・ジョー：ザック・ガリフィアナキス
- 囚人：ジョシュ・グローバン
- 本人役：サルマ・ハエック
- 囚人: トム・ヒドルストン
- 司祭：フランク・ランジェラ
- 囚人：レイ・リオッタ
- 花屋の店員：ロス・リンチ
- UPS社員：ジェームズ・マカヴォイ
- 新聞紙配りの少女: クロエ・グレース・モレッツ
- 囚人: ホーンズワグル
- ベルリンの住人: ミランダ・リチャードソン
- 本人役: シアーシャ・ローナン
- ドイツの警官: ティル・シュヴァイガー
- 配達人: ラッセル・トーヴィー
- 囚人: ダニー・トレホ
- 刑務所の警備: スタンリー・トゥッチ
- 結婚式のアッシャー: アッシャー
- 本人役: クリストフ・ヴァルツ

他にもデクスター・フレッチャー、ブリジット・メンドラー、デビー・ライアン、ピーター・セラフィノイス、ジェイク・ショート、ティレル・ジャクソン・ウィリアムズの出演シーンも撮影されていたが、最終的にカットされた。

### マペットたち
- スティーヴ・ホイットマイア
  - カーミット、スタトラー、ビーカー、リップス、リゾ、リンク
- エリック・ジェイコブソン
  - ミス・ピギー、フォジー、サム、アニマル
- デーヴ・ゲルツ
  - ゴンゾ、ブンゼン、ズート、ビューレグラッド、ウォルドーフ
- ビル・バレッタ
  - ロルフ、ペペ、ドクター・ティース、シェフ、ボーボー
- デヴィッド・ラッドマン
  - スクーター、ジャニス、ボビー・ベンソン、ミス・ブーギー
- マット・ヴォーゲル
  - コンスタンティン、80's ロボット、カミラ、フロイド・ペッパー、スウィータム
- ピーター・リンツ
  - ウォルター